# Rock and Roll (canción de Gary Glitter)
«Rock and Roll» es una canción del cantante británico de glam rock Gary Glitter que fue lanzada en marzo de 1972 como primer sencillo de su disco debut, Glitter. Coescrita por el cantante y por el productor Mike Leander, la canción consta de dos partes: la primera, como pista vocal, y la segunda, la más reconocida, como parte instrumental.
En el Reino Unido, Rock and Roll fue uno de los más de 25 sencillos exitosos para Glitter. Fue, así mismo, su único éxito en llegar al Top 10 de las listas estadounidenses, alcanzando el número 7 en el Billboard Hot 100. Es en este país donde la Parte 2 se ha asociado popularmente con los deportes, debido al uso habitual de esta parte en los entretiempos o previas deportivos en partidos de béisbol, baloncesto o fútbol, tanto europeo como americano. Después de conocerse los primeros casos polémicos en los que se vio envuelto Glitter, tras ser condenado por posesión de pornografía infantil y entrar en el registro de delincuentes sexuales, el uso continuado de la canción ha estado ligada a la controversia por el patrocinio, publicidad y derechos de autor que continúa cobrando, pese a estar imputado y cumpliendo pena de cárcel.

## Uso en la cultura popular

### Deportes
En Estados Unidos, la Parte 2 de la canción se ha asociado popularmente con los deportes, pues varios equipos profesionales adoptaron la canción para usarla durante los juegos, principalmente durante el momento en el que marcan o puntúan y para festejar las victorias, así como para revitalizar a la multitud, en descansos o tiempos muertos y en bailes de cheerleaders. A menudo se le conoce como The 'Hey' Song, ya que la única palabra inteligible en la Parte 2 es la exclamación "Hey", que puntúa el final de varias frases instrumentales y se repite tres veces en el coro de la canción. En los eventos deportivos, los fanáticos a menudo insertan sus propias "Hey" o, a veces, otras sílabas cantadas. Se tocó por primera vez en un entorno deportivo en 1974, en los juegos de Kalamazoo Wings, de la Liga Internacional de Hockey, por intermediación de Kevin O'Brien, director de marketing y relaciones públicas del equipo. Cuando fue a trabajar para el equipo de la NHL Rockies de Colorado, en 1976, se llevó consigo la canción. Después de que los Rockies se mudaran a Nueva Jersey como los New Jersey Devils en 1982, los Denver Nuggets y los Denver Broncos retomaron la tradición y fueron los primeros equipos de la NBA y la NFL en tocar la canción.
En 1999, Glitter fue condenado por descargar pornografía infantil en Inglaterra, y en 2006 se le acusó con cargos de abuso sexual infantil en Vietnam. Después de que se confirmara la segunda condena en la corte, la NFL pidió a los equipos que dejaran de tocar la canción. Glitter estaba consternado por este resultado ya que era fanático de los San Diego Chargers y había coreografiado algunas de las cadencias de porristas del equipo en 1989. La NFL permitió que se reprodujera una versión de la canción de Tube Tops 2000, pero en 2012, la institución instruyó a los equipos a "evitar" dicha canción después de una reacción negativa en los medios británicos por una interpretación en un partido de los New England Patriots. Los New Jersey Devils la reemplazaron en 2013, declarando buscar una sustituta idónea para crear una atmósfera más positiva en los partidos. En 2014, Billboard informó que la canción estaba cayendo lentamente en desgracia debido a las controversias y a los equipos que decidieron reemplazarla con nuevos singles.

### Películas
La Parte 2 de Rock and Roll se usó tanto en el tráiler como en el metraje de la película Muerte súbita, protagonizada por Jean-Claude Van Damme en 1995, o en Happy Gilmore, con Adam Sandler, en 1996. Fue usada también para la banda sonora de la comedia dramática de 1997 Full Monty, así como para algunas escenas de Pequeños guerreros (1998), Un domingo cualquiera (1999), Equipo a la fuerza (2000) o Meet the Fockers (2004); e incluso en la serie televisiva de Los Simpson.
Tras varios años sin apenas uso audiovisual, la canción, y con ella la polémica, regresó en 2019 formando parte de la banda sonora de Joker, película dirigida por Todd Phillips, protagonizada por Joaquin Phoenix y premiada en la Mostra de Venezia, generando controversia pública al constatarse que su uso en la película conllevaría que Gary Glitter, ingresado en prisión en 2015 y sentenciado a 16 años de cárcel por delitos sexuales contra niños, recibiría una suma global por derechos de autor y regalías.